# Союз-У
«Союз-У» (індекс ГРАУ — 11А511У) — радянська, а потім російська уніфікована ракета-носій середнього класу сімейства Р-7. Модифікація ракети-носія «Союз». Створена 1973 року на заміну ракети-носія «Восход» для виведення на довколаземну орбіту радянських/російських пілотованих і вантажних космічних кораблів типу «Союз» і «Прогрес», космічних апаратів спеціального призначення (серії "Космос"), соціально-економічного (типу "Ресурс-Ф"), технологічного і медико-біологічного призначення (типу "Фотон" і "Біон").
Двигуни першого і другого ступенів мають підвищені енергетичні характеристики.
Перший запуск відбувся 18 травня 1973 року, останній запуск з космодрому Плесецьк відбувся 17 травня 2012 року з виведенням РН Союз-У з експлуатації ВКО РФ й подальшою його заміною на Ангару. Запуски з Байконура планують здійснювати до 2015 року. Підтверджений показник експлуатаційної надійності — 0,985.
Використовуються головні обтічники таких діаметрів: 2,7 м; 3,0 м; 3,3 м; 3,7 м.

## Союз-У2
Союз-У2 використовувала замість гасу синтетичний замінник з кращими енергетичними показниками — синтин. Вантажопідоймність була на 200 кг більшою. Запускалась з 1982 по 1993 роки. Запуски припинились після припинення виробництва синтину.
| Космодром | Нахил орбіти (градус) | Середня висота колової орбіти (км) | Маса корисного вантажу, який виводиться (кг) |
| Плесецьк  | 62,8                  | 220                                | 6700                                         |
| Плесецьк  | 67,1                  | 190                                | 6640                                         |
| Плесецьк  | 81,4                  | 200                                | 6200                                         |
| Байконур  | 51,6                  | 200                                | 6950                                         |
| Байконур  | 64,9                  | 190                                | 6660                                         |
| Байконур  | 70,4                  | 200                                | 6590                                         |